# Ар-Рашид (футбольний клуб)
«Ар-Рашид» (араб. نادي الرشيد الرياضي) — іракський спортивний клуб з міста Багдад, заснований 1983 року. Його футбольна команда грала у Прем'єр-лізі Іраку, найвищому рівні іракського футболу, з 1984 по 1990 рік. Домашнім стадіоном клубу був стадіон «Аль-Карх» (тоді відомий як «Ар-Рашид»).
Заснований у 1983 році Удеєм Хусейном, сином Саддама Хусейна, «Ар-Рашид» вийшов до вищого дивізіону після першого сезону свого існування і надалі ставав тричі поспіль чемпіоном країни, а також дворазовим володарем національного кубка. Також клуб виграв 3 титули Кубка арабських чемпіонів, і виходив у фінал Азійського кубка чемпіонів 1988/89.
У 1990 році клуб був розпущений, а все його майно, а також місце у вищому дивізіоні були передані клубу «Аль-Карх».

## Історія
23 листопада 1983 року Удей Хусейн, син Саддама Хусейна, заснував новий спортивний клуб під назвою «Ар-Рашид». Команда була включена у другий дивізіон іракського футболу. Через кілька днів після їх заснування вони зіграли свій перший матч у другому дивізіоні. Суперником став клуб «Аль-Карх», команда, яка замінить «Ар-Рашид» у вищому дивізіоні через сім років. Тоді «Ар-Рашид» переміг 4:0 і в першому ж сезоні зайняли перше місце, перемігши «Аль-Наджаф» (1:0) у своїй фінальній грі. Цей результат дозволив команді на наступний рік вийти до вищого дивізіону. Удей Хуссейн привів до клубу більшу частину гравців національної збірної Іраку, яким керував Аммо Баба, головний тренер національної команди на той час. Найпопулярнішими з них були Ахмед Раді, Аднан Діржал, Самір Шакер, Харіс Мохаммед, Хабіб Джафар та Лаїт Хуссейн. Багато з них, включаючи Ахмеда Раді, були змушені вступити до клубу і не мали вибору в цьому питанні. Удай Хусейн також був відомий покаранням гравців, які не дотримувались стандартів, наказуючи своїм охоронцям побити їх, і часто змушував їх повністю голити голову перед матчами. Прийняття клубом більшості найкращих гравців Іраку, а також те, що вони зробили внутрішній футбол набагато менш конкурентоспроможними, зробили команду дуже непопулярною серед вболівальників.

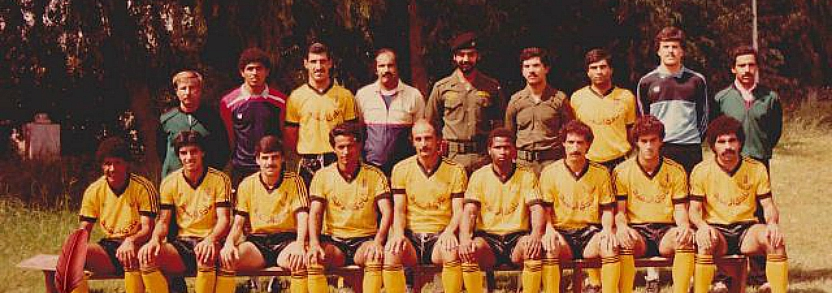
«Ар-Рашид» у сезоні 1984–85 разом з братами Удеєм та Кусеєм Хусейнами.

«Ар-Рашид» домінував в іракському футболі від заснування клубу до його розпуску. У своєму першому сезоні в Прем'єр-лізі Іраку, сезоні 1984–85, клуб швидко зайняв 1 місце, набравши 41 очко, але через скасування турніру після 15 турів не було оголошено чемпіона. Після цього «Ар-Рашид» створив Кубок Ар-Рашид, який включив 12 з 14 команд вищої ліги Іраку, а також чотири команди нижчого дивізіону. «Ар-Рашид» виграв цей турнір, перемігши у фіналі клуб «Аль-Завраа». Вони брали участь у Азійському кубку чемпіонів 1985–86, але вилетів у 2 раунді кваліфікації. 
Сезон 1985-86 клуб закінчив на 2 місці, але виграв міжнародний турнір Саддама 1986 року, в якому були команди з усього світу, включаючи Ірак, Бразилію, Кенію, Йорданію, Марокко та Кувейт. Натомість у наступному сезоні 1986–87 під керівництвом Аммо Баби, колишнього головного тренера збірної Іраку, вони виграли і чемпіонат і Кубок Іраку . Ще один «золотий дубль» клуб здобув наступного року під керівництвом Джамали Саліха. У сезоні 1988–89 років «Ар-Рашид» здобув свій третій і останній титул чемпіона і став першою командою, яка виграла Прем'єр-лігу Іраку тричі поспіль, починаючи з 1974 року. Того ж року команді підкорилось і найбільше досягнення на міжнародному рівні - команда дісталась фіналу Азійського кубка чемпіонів 1988–89, де поступилась лише правилом виїзного голу катарському «Ас-Садду» (2:3, 1:0). Вони стали першою командою Іраку, яка вийшла у фінал головного клубного змагання Азії з 1971 року, коли там грала і теж поступилась «Аль-Шурта». 
У наступному розіграші кубка чемпіонів «Ар-Рашид» був дуже близький до того, щоб знову дійти до фіналу, але цього разу повторити свій успіх їм не вдалося. Вони також не змогли здобути титул чемпіона, ставши лише другими, а у кубку сенсаційно вилетіли від клубу «Аль-Тіджара», який навіть не був у вищому дивізіоні. Тому вони закінчили сезон, не вигравши жодного трофея.
18 серпня 1990 року Іракський олімпійський комітет вирішив розпустити спортивний клуб «Ар-Рашид» і передати всі його майно спортивному клубу «Аль-Карх», в тому числі і місце у Прем'єр-лізі Іраку, завдяки чому «Аль-Карх» вперше вийшов до елітного дивізіону країни. Вважається, що рішення про розпуск клубу було прийнято Саддамом Хуссейном через те, що Саддаму набридло, що клуб був дуже непопулярний серед вболівальників.

## Досягнення
- Чемпіон Іраку (3): 1986–87, 1987–88, 1988–89
- Володар Кубка Іраку (2): 1986–87, 1987–88
- Володар Суперкубка Іраку (1): 1986
- Володар Кубка арабських чемпіонів (3): 1985, 1986, 1987